# تولوم
تولوم (به اسپانیایی: Tulum، به مایایی یوکاتک: Tulu’um) محل یک شهر دیواردار مایایی پیشاکلمبی است که به‌عنوان یک بندر مهم برای کوبا در ایالت کینتانا رو در مکزیک عمل می‌کرد.
ویرانه‌های این شهر بر روی صخره‌هایی به ارتفاع ۱۲ متر (۳۹ فوت) در ساحل شرقی شبه‌جزیره یوکاتان و در کنار دریای کارائیب قرار دارند. تولوم یکی از آخرین شهرهای ساخته‌شده و مسکونی مایاها بود که در قرون سیزدهم تا پانزدهم به اوج شکوفایی خود رسید. مایاها حدود ۷۰ سال پس از آغاز اشغال مکزیک توسط اسپانیایی‌ها در تولوم باقی ماندند، اما این شهر تا پایان قرن شانزدهم متروکه شد.

## تاریخچه
این منطقه ممکن است زاما (Zama) نامیده شده باشد که به معنای “شهر سپیده‌دم” است، زیرا رو به طلوع خورشید قرار دارد. تولوم بر روی یک صخره مرتفع رو به شرق و دریای کارائیب واقع شده است. واژه Tulúm در زبان مایایی یوکاتان به معنای حصار، دیوار یا سنگر است. دیوارهای اطراف تولوم این قلعه را در برابر حملات محافظت می‌کردند. تولوم به مسیرهای تجاری دریایی و زمینی دسترسی داشت و به‌ویژه در تجارت سنگ ابسیدین نقش مهمی ایفا می‌کرد.
نقاشی‌های دیواری و دیگر آثار باستانی در این منطقه نشان می‌دهند که تولوم یک مرکز مهم برای پرستش خدای نزولی یا غوطه‌ور بود.
اولین اشاره به تولوم توسط خوان دیاز، یکی از اعضای هیئت اعزامی اسپانیایی خوان دی گریخالبا در سال ۱۵۱۸ انجام شد. این هیئت اولین اروپایی‌هایی بودند که تولوم را مشاهده کردند.
توصیف جزئیات ویرانه‌های تولوم برای اولین بار در سال ۱۸۴۳ توسط جان لوید استیفنس و فردریک کاتروود در کتاب Incidents of Travel in Yucatan منتشر شد. هنگامی که آن‌ها از دریا به این منطقه رسیدند، اولین چیزی که توجهشان را جلب کرد یک ساختمان بلند و باشکوه بود که احتمالاً ال کاستیلو (El Castillo) بوده است.
آن‌ها نقشه‌های دقیقی از دیوارهای منطقه تهیه کردند و کاتروود طرح‌هایی از کاستیلو و سایر ساختمان‌ها کشید. استیفنس و کاتروود همچنین یک استلای کلاسیک اولیه در سایت گزارش کردند که تاریخ حکاکی شده ۵۶۴ میلادی را نشان می‌داد (امروزه در موزه بریتانیا نگهداری می‌شود). این کشف نشان می‌دهد که این استلا احتمالاً در جای دیگری ساخته شده و بعداً به تولوم آورده شده است.

کاوش‌های باستان‌شناسی در تولوم از سال ۱۹۱۳ توسط سیلوانوس مورلی و جورج پی. هاو آغاز شد. آن‌ها سواحل عمومی این منطقه را برای بازدیدکنندگان مرمت و بازگشایی کردند. کار آن‌ها در سال‌های ۱۹۱۶ تا ۱۹۲۲ توسط موسسه کارنگی ادامه یافت. در ۱۹۲۴، ساموئل لاثروپ سایت را نقشه‌برداری کرد.
در دهه ۱۹۳۰ و ۱۹۴۰، میگل آنخل فرناندز تحقیقات بیشتری انجام داد و در ۱۹۵۶، ویلیام سندرز و سپس در دهه ۱۹۷۰، آرتور جی. میلر پژوهش‌هایی را روی سایت انجام دادند. بررسی‌های سندرز و میلر نشان داد که تولوم در دوره پسا کلاسیک (حدود ۱۲۰۰ میلادی) مسکونی بوده است و تا زمان تماس با اسپانیایی‌ها در اوایل قرن ۱۶ سکونت داشته اما در پایان قرن شانزدهم متروکه شده است.
در سال ۲۰۱۶، یک هیئت باستان‌شناسی زیرآبی به سرپرستی جرونیمو آویلس هنگام کاوش در سیستم غارهای سنوته اسکلت زنی حدود ۳۰ ساله را کشف کرد که ممکن است حداقل ۹۹۰۰ سال قدمت داشته باشد.

#### ویژگی‌های اسکلت:
- اندازه جمجمه نشان می‌دهد که این زن از گروه مزوسفالی (Mesocephalic) بوده است، مشابه سایر سه جمجمه دیگری که در غارهای تولوم کشف شده‌اند.
- سه اثر شکستگی روی جمجمه نشان می‌دهد که او با جسمی سخت ضربه خورده و جمجمه‌اش شکسته شده است.
- روی جمجمه او فرورفتگی‌هایی مانند دهانه آتشفشان و تغییرات بافتی مشاهده شد که ممکن است ناشی از عفونت باکتریایی مشابه سیفلیس باشد.

ولفگانگ استینسبک، سرپرست مطالعه، اظهار داشت:
“به نظر می‌رسد که این زن زندگی بسیار سختی داشته و پایان بسیار غم‌انگیزی را تجربه کرده است. این فقط یک حدس است، اما با توجه به آسیب‌های جمجمه‌اش، احتمال دارد که او از گروه خود طرد شده و در غار کشته شده باشد، یا در آنجا رها شده باشد تا بمیرد.”

#### تفاوت اسکلت جدید با “چان هول ۲”
اسکلت جدید ۱۴۰ متر دورتر از محل کشف اسکلت معروف “چان هول ۲” پیدا شد. در ابتدا، باستان‌شناسان تصور می‌کردند که غواصان بقایای اسکلت گمشده “چان هول ۲” را یافته‌اند، اما پس از بررسی، مشخص شد که این دو اسکلت متعلق به افراد متفاوتی هستند.
ساموئل رنی، محقق همکار، پیشنهاد کرده است که این ویژگی‌های خاص جمجمه‌ها نشان‌دهنده وجود حداقل دو گروه متمایز از انسان‌ها در مکزیک در دوره گذار از پلیستوسن به هولوسن بوده است.

## معماری
معماری تولوم نمونه‌ای از سبک معماری مایاها در ساحل شرقی شبه‌جزیره یوکاتان است. این نوع معماری دارای پایه‌ای پله‌ای در اطراف ساختمان است که روی یک زیرساخت کم‌ارتفاع قرار دارد. درگاه‌ها معمولاً باریک بوده و اگر ساختمان بزرگ باشد، ستون‌هایی برای حمایت از سقف به کار می‌رود. با پهن‌تر شدن دیوارها، معمولاً دو ردیف قالب‌بندی نزدیک به بالای ساختمان دیده می‌شود. داخل اتاق‌ها یک یا دو پنجره کوچک و یک محراب در دیوار پشتی قرار دارد و سقف‌ها یا با تیرهای چوبی و سنگریزه ساخته شده یا به‌صورت گنبدی طراحی شده‌اند.
این سبک معماری شباهت زیادی به چیچن ایتزا دارد، اما در مقیاسی بسیار کوچک‌تر.
هرم ال کاستیلو (قلعه) – ۲۰۲۲

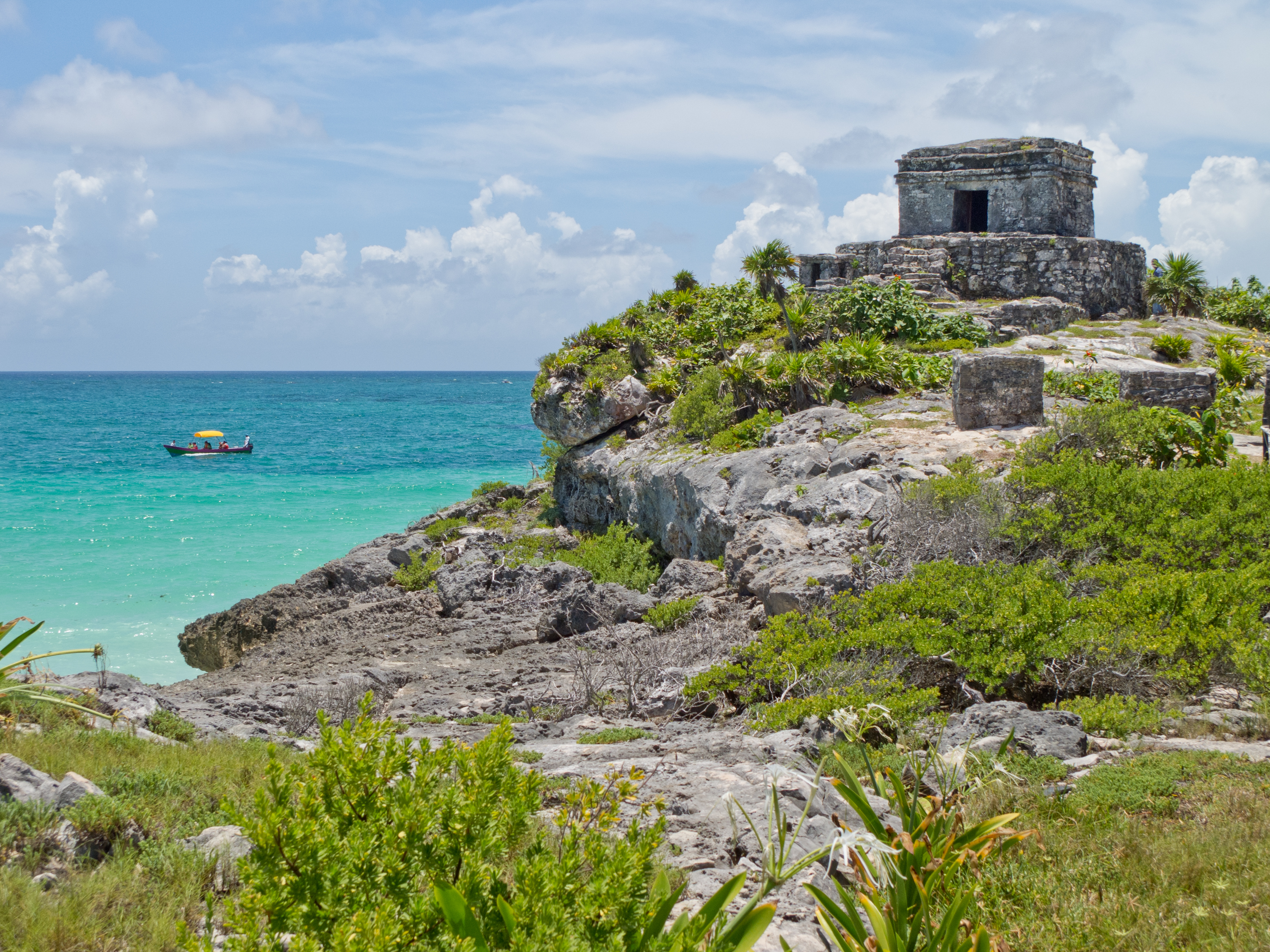
خرابه‌های تولوم

تولوم از سمت دریا توسط صخره‌های مرتفع و از سمت خشکی با یک دیوار دفاعی عظیم محافظت می‌شد. این دیوار حدود ۳ تا ۵ متر (۱۰ تا ۱۶ فوت) ارتفاع داشت و در قسمت‌های نزدیک به دریا حدود ۸ متر (۲۶ فوت) ضخامت و ۴۰۰ متر (۱۳۰۰ فوت) طول داشت. بخش‌هایی از دیوار که عرض منطقه را پوشش می‌داد، کوتاه‌تر بود و در هر طرف حدود ۱۷۰ متر (۵۶۰ فوت) طول داشت.
ساختن چنین دیوار عظیمی نشان‌دهنده اهمیت دفاعی این منطقه برای مایاها است. در گوشه‌های جنوب غربی و شمال غربی، برج‌های دیدبانی قرار داشتند که نشان می‌دهند این شهر به خوبی از نظر دفاعی تقویت شده بود.
در دیوار تولوم پنج دروازه باریک وجود داشت:
- دو دروازه در شمال
- دو دروازه در جنوب
- یک دروازه در غرب

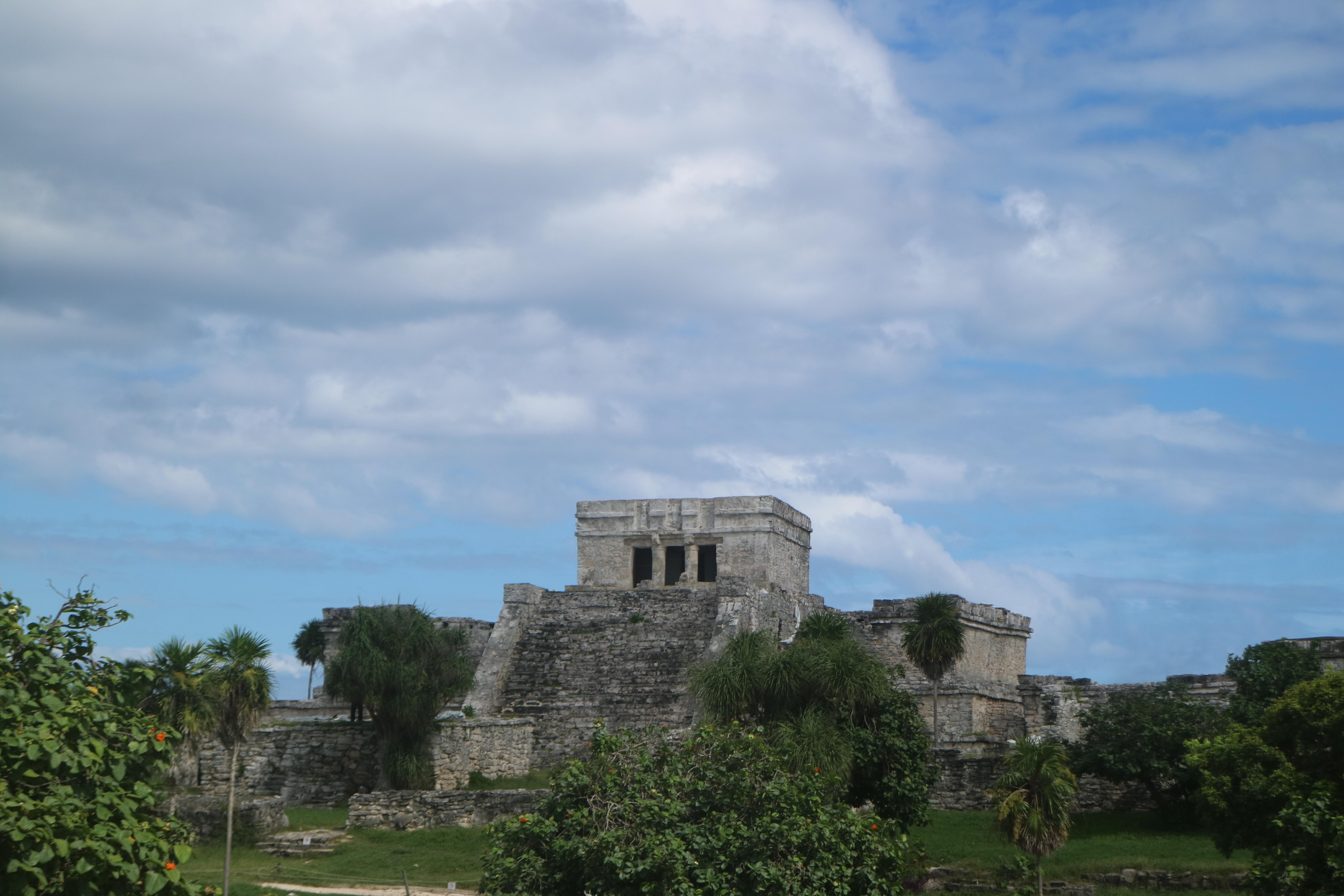
قلعه تولوم

سمت دریا توسط صخره‌های شیب‌دار محافظت می‌شد، به‌جز یک خلیج کوچک با ساحلی شنی که قایق‌های تجاری و ماهیگیری از آنجا تردد می‌کردند. در نزدیکی سمت شمالی دیوار، یک سنوته (چاه طبیعی آب شیرین) شهر را تأمین می‌کرد. این دیوار عظیم، تولوم را به یکی از شناخته‌شده‌ترین سایت‌های مایایی مستحکم تبدیل کرده است.